# 佐々木省三
佐々木 省三（ささき しょうぞう、1953年10月13日 - ）は、日本の俳優、声優。東京都出身。プロダクション・タンク所属。

## 来歴
信州大学人文学部人文学科卒業。信州大学劇団山脈出身。

## 人物
特技・資格はダイビング、水泳、社交ダンス、詩吟、琵琶、唄、高一種・中専修教員免許（社会）、普通自動車免許。

## 出演

### テレビドラマ
- 浅見光彦シリーズ日光殺人事件（2006年2月24日フジテレビ）
- ハケンの品格（2007年1月、日本テレビ）
- 相棒（テレビ朝日）
  - Season4 スペシャル「汚れある悪戯〜史上最大の誘拐事件」（2006年） - 通行人 役
  - Season5 最終回2時間スペシャル 第20話（2007年3月14日） - 小野田公顕の運転手 役
- 報道ドラマSP「でっちあげ」（2007年9月16日、日本テレビ） - （主演）
- コスプレ幽霊 紅蓮女（2008年1月、テレビ東京）
- 鯨とメダカ（2008年5月9日、フジテレビ）
- ヤスコとケンジ（2008年9月、日本テレビ）
- ラブレター(昼ドラ)（2008年11月、TBS） - 牧師 役
- ラブシャッフル（2009年1月、TBS）
- 官僚たちの夏 第10話「天下りせず」（2009年7月、TBS）
- 東京DOGS 第4話（2009年10月、フジテレビ） - 社長 役
- 蜜の味〜A Taste Of Honey〜（2011年10月、フジテレビ） - 雅人の養父 役
- リーガル・ハイ（2013年10月9日、フジテレビ） - 裁判長 役
- グッドパートナー 無敵の弁護士（2016年） - 木庭裕一 役
- キャリア〜掟破りの警察署長〜（2016年） - 野上警視監 役
- 三匹のおっさん（2017年） - 岩下雅彦 役
- 仮面ライダージオウ 第20話（2019年1月27日、テレビ朝日） - 研究者 役
- ストロベリーナイト・サーガ（2019年） ‐ 赤木芳弘
- 民王R 第1話（2024年10月22日、テレビ朝日） - 竹田久嗣 役
- 風のふく島 第9話（2025年3月8日、テレビ東京） - 酵母 役[3]
- 天久鷹央の推理カルテ 第2話（2025年4月29日、テレビ朝日） - 修験者 役

### 映画
- ひだるか（2005年）
- 不撓不屈（2006年、角川ヘラルド映画）
- 涙に浮かぶ記憶 戦争を次世代に伝えて（2017年、株式会社映学社） - ナレーター

### テレビアニメ
2005年
- BLOOD+
- 魔豆奇伝パンダリアン（隊長）

2007年
- NARUTO -ナルト- 疾風伝（2007年 - 2012年、砂の里の忍、遁兵衛、村長）

2008年
- ゴルゴ13（CIA局員）
- ポルフィの長い旅

2009年
- こんにちは アン 〜Before Green Gables（ジョアンナの父）

2012年
- 名探偵コナン（2012年 - 2025年、鏡堂征太郎、藤並源、管理人）
- LUPIN the Third -峰不二子という女-（中年の男）

2015年
- アクエリオンロゴス（院長）

2016年
- ハルチカ 〜ハルタとチカは青春する〜（後藤の祖父）
- ルパン三世 PART IV（校長）

2017年
- 夏目友人帳 陸（つきひぐい）
- 月がきれい（立花茂）
- サクラクエスト（秋山）

2018年
- ルパン三世 PART5（店長）

2019年
- ルパン三世 グッバイ・パートナー（カミーユ）

2020年
- 映像研には手を出すな!（金森の叔父さん）
- 啄木鳥探偵處（金村）
- 神様になった日（興梠修一郎）

2021年
- NOMAD メガロボクス2（ジミー）

2022年
- 平家物語（僧）

2023年
- AIの遺電子（後藤賢治）
- カミエラビ

### 劇場アニメ
- 劇場版 NARUTO -ナルト- ブラッド・プリズン（2011年、未）
- とある飛空士への追憶（2011年、貴族）
- ルパン三世 THE FIRST（2019年、招待客1）
- 岬のマヨイガ（2021年、玲子のおじいちゃん）
- 好きでも嫌いなあまのじゃく（2024年、谷本耀一[10]）

### OVA
- サクラ大戦 ニューヨーク・紐育（2007年、ソルト警部）

### Webアニメ
- 紅き大魚の伝説（2018年）[11]
- ケンガンアシュラ（2019年 - 2023年、鎧塚実光[12]） - 2シリーズ [一覧 1]
- 無限の住人-IMMORTAL-（2019年 - 2020年、頼母）

### ゲーム
2004年
- アカイイト（駅員）

2005年
- サクラ大戦V 〜さらば愛しき人よ〜（ソルト）

2011年
- DUNAMIS15（國府津忠男）

2012年
- 拡散性ミリオンアーサー（マーリン）
- キングダム ハーツ 3D ［ドリーム ドロップ ディスタンス］（クロード・フロロー判事）
- デビルサマナー ソウルハッカーズ（西次官 / アザゼル）

2013年
- 真・女神転生IV

2014年
- スーパーヒーロージェネレーション（ショッカー首領）

2015年
- 幻影異聞録♯FE（ロレンス）

2018年
- OCTOPATH TRAVELER（ヒースコート）

2020年
- OCTOPATH TRAVELER 大陸の覇者（ヒースコート）

2021年
- ブレイブリーデフォルトII（アンドロ）

2022年
- ソウルハッカーズ2（アザゼル）
- ゴッド・オブ・ウォー ラグナロク（オーディン）

2023年
- ドラゴンクエストX 天星の英雄たち オンライン（クビトー）

### ドラマCD
- たとえこの恋が罪であっても（ジェラルド）

### 吹き替え

#### 担当俳優
ピーター・マクニコル
- グレイズ・アナトミー7（ロバート・スターク）
- 24 -TWENTY FOUR- シーズン6（トム・レノックス）
- バトルシップ（国防長官）

#### 映画（吹き替え）
- アメイジング・スパイダーマン2（タクシー運転手）
- アメイジング・ワールド（トライモン〈ティム・カリー〉）
- アメイジング・ワールド/勇士の帰還（トライモン〈ティム・カリー〉）
- アンストッパブル
- イーグル・アイ
- 石ころの夢
- インディ・ジョーンズ/魔宮の伝説（フィリップ・ブランバート〈フィリップ・ストーン〉）※WOWOW・BD版
- 栄光何するものぞ（フラッグ大尉〈ジェームズ・キャグニー〉）※PDDVD版
- X-メン
- オードリー・ヘプバーン（ジョン・アイザック〈本人〉[18]）
- オデッセイ（グオ・ミン〈エディ・コー〉）
- オペレーション・ローグ（ウォレス大将〈トリート・ウィリアムズ〉）
- 華麗なるギャツビー（ダン・コーディ〈スティーヴ・ビズレー〉）
- ギミー・シェルター（フランク・マッカーシー神父〈ジェームズ・アール・ジョーンズ〉）
- きみが還る場所（J・B・パーキンス〈フレッド・トンプソン〉[19]）
- キューティ・バニー（PLAYBOY誌の創刊者ヒュー・ヘフナー〈ヒュー・ヘフナー〉）
- 軍用列車（ヘンリー）※TV版
- ザ・ギャンブラー/熱い賭け（ミスター・リー〈アルヴィン・イン〉）
- ザ・サイト（警部〈モーリス・ローヴ〉）
- しあわせな孤独（トムセン〈ウルフ・ピルガード〉）
- ステート・オブ・プレイ〜陰謀の構図〜
- スリーデイズ（ジョージ・ブレナン〈ブライアン・デネヒー〉）
- スパイダーマン
- スケルトン・ライダー（ストーム・クラウド〈マイケル・ホース〉）
- スモーキン・エース/暗殺者がいっぱい
- 西部戦線異状なし ※PDDVD版
- ターミナル（吉野家マネージャー〈ジム・イシダ〉）※テレビ版
- 第9地区（ニコラス・ファン・デ・メルヴェ〈ジョン・ヴァン・スクール〉）
- 007シリーズ
  - 007 死ぬのは奴らだ（フレドリック・グレイ国防大臣）※DVD新録版
  - 007 ムーンレイカー（フレドリック・グレイ国防大臣）※DVD新録版
  - 007 ユア・アイズ・オンリー（フレドリック・グレイ国防大臣）※DVD新録版
  - 007 リビング・デイライツ（フレドリック・グレイ国防大臣）※DVD新録版
- デイ・ウォッチ
- トランスバトラー（町長）
- トランスポーター（ボス、警官1、パイロット）※ソフト版
- ナイトメア・アリー[20]
- 9デイズ
- ハーレイ・クインの華麗なる覚醒 BIRDS OF PREY（ドク〈ダナ・リー〉[21]）
- PERFUME パフューム（ロレンゾ〈ポール・ソルヴィノ〉）
- ハウエルズ家のちょっとおかしなお葬式
- ハイ・ライズ（アンソニー・ロイヤル〈ジェレミー・アイアンズ〉）
- パディントン2（グルーバーさん〈ジム・ブロードベント〉[22]）
- パディントン 消えた黄金郷の秘密[23]
- バトル・オブ・パシフィック（元帥〈カール・ウェザース〉）
- ファンタスティック・ビーストとダンブルドアの秘密（オットー[24]）
- ブラックバード・フォース（ラゴスタ隊長〈ピエロ・マッギオ〉）
- ベガスの恋に勝つルール（ワッパー判事〈デニス・ミラー〉）
- ホワイトハウス・ダウン（アルヴィン・ハモンド副大統領〈マイケル・マーフィー〉[25]）
- マイティ・ソー バトルロイヤル（スルト〈クランシー・ブラウン〉[26]）
- マグダレンの祈り
- マッドマックス:フュリオサ（賢者[27]）
- Mr.ブルックス 完璧なる殺人鬼（ホーキンス〈ルーベン・サンティアゴ＝ハドソン〉）
- ムーンライト・マイル（スタン・マイケルズ〈アラン・コーデュナー〉）
- ライブリポート（ヴォルク〈ジャンカルロ・エスポジート〉）
- ロスト・マネー 偽りの報酬（トム・マリガン〈ロバート・デュヴァル〉）
- ロボット
- ワールド・トレード・センター

#### ドラマ
- アガサ・クリスティー なぜ、エヴァンズに頼まなかったのか?（マーチャム伯爵〈ジム・ブロードベント〉[28]）
- アンダーカバー・ボス4 社長潜入調査
- ER XI 緊急救命室 第13話「弱い者」（ターナー〈フランク・クレム〉）
- 倚天屠龍記（朱長齢）
- NCIS 〜ネイビー犯罪捜査班（ドナルドソン〈レオン・ラッサム〉）※DVD版
- エレメンタリー ホームズ&ワトソン in NY
- 華麗なるペテン師たち4
- キャッスル 〜ミステリー作家は事件がお好き シーズン4（ジェリー・マドッグス / ジョー・フリン）
- グッド・ワイフ（ティモシー・スタネク判事〈ピーター・ゲレッティ〉）
- グッド・ワイフ2（ジェームス・マクローン〈クリス・バウアー〉、フランク・ランダウ）
- クリミナル・マインド FBI行動分析課（エドワーズ）
  - シーズン3（ジム・ロレンツ医師）
  - シーズン5（アンドリュース刑事〈ウェイド・ウィリアムズ〉）
  - シーズン8（ポール・ボーズマン刑事）
- クリミナル・マインド 特命捜査班レッドセル（ロックウェル刑事、検視官）
- グレイズ・アナトミー 恋の解剖学 第5話『罪悪感という魔物』（アダム・モリス〈アリー・グロス〉）
- クローザー
- コールドケース6（ポール・ロマーノ、ランス）
- ゴースト 〜天国からのささやき（スティーブン・デバイン医師〈リチャード・ハード〉）
- ザ・ウィドウ 〜真実を求めて〜
- ザ・ソプラノズ 哀愁のマフィア
- ザ・ユニット 米軍極秘部隊
- CSI:科学捜査班
  - シーズン4（フロマンスキー巡査〈デイヴィッド・アンドリュース〉）
  - シーズン6（アーネスト・チェイス〈レイ・ワイズ〉）
  - シーズン8（キャッシュ・ドゥーリー〈エリック・ピアポイント〉）
- CSI:ニューヨーク5（クリフ・エンジェル〈ジェームス・マーティン・ケリー〉）
- CSI:マイアミ
- ジェリコ 閉ざされた街
- 新・上海グランド
- 新ビバリーヒルズ青春白書
- SUITS/スーツ（ウォルター・ギリス（マイケル・グロス））
- スーパーナチュラル シーズン10（シャドー・オーク）
- スターゲイト アトランティス（オベロス〈デヴィッド・オグデン・スティアーズ〉）
- 蒼穹の昴（静親王〔楊芸〕）
- ゾウズ・フー・キル2 殺意の深層（ヘニング）
- 孫子兵法
- TOUCH/タッチ
- THIS IS US/ディス・イズ・アス（ネイサン・カタウスキー医師〈ジェラルド・マクレイニー〉）
- デスパレートな妻たち8（学長）
- ナイトライダー NEXT（ダリアン・リチャーズ）
- 根の深い木 〜世宗大王の誓い〜（太宗 / イ・バンウォン〈ペク・ユンシク〉）
- PERSON of INTEREST 犯罪予知ユニット（ジム・ハレン議員〈マイケル・マーフィー〉）
- バーン・ノーティス 元スパイの逆襲（ヴィンセント（チャンス・ケリー））
- PAN AM/パンナム
- ファルコン&ウィンター・ソルジャー（ヨリ）
- FOREVER Dr.モーガンのNY事件簿（エイブラハム・"エイブ"・モーガン/エイブラハム・ワインラウブ〈ジャド・ハーシュ〉）
- ブラザーズ&シスターズ（ソール・ホールデン〈ロン・リフキン〉）
- フラッシュポイント -特殊機動隊SRU-（デビッド・グレアム〈コルム・フィオール〉）
- FARGO/ファーゴ3（エニス・ステューシー〈スコット・ハイランズ〉）
- ボードウォーク・エンパイア 欲望の街（ハリー・バカラック市長〈ジョン・ルー〉）
- ボストン・リーガル
- ボディ・オブ・プルーフ 死体の証言（アーマンド・ロサス〈トニー・プラナ〉）
- マードック・ミステリー 〜刑事マードックの捜査ファイル〜
- マインドハンター（カーヴァー刑事）
- ミス・マープル4 魔術の殺人（クリスチャン・ガドブランセン）
- ミディアム 霊能者アリソン・デュボア（テリー・カヴァナー〈ネッド・シュミッケ〉）
- 名探偵ポワロ 第11シリーズ 第56話　葬儀を終えて（モートン警部）
- 名探偵モンク4（ローレンス・ハモンド）
- ラスト・キングダム（セルビクス神父）
- リゾーリ&アイルズ ヒロインたちの捜査線（ショーン・カヴァナー〈ブライアン・グッドマン〉）
- レバレッジ 〜詐欺師たちの流儀
- ヤング・ドクター（裁判官 / レオポルド・レオポルドヴィッチ〈クリストファー・ゴッドウィン〉）
- LOW & ORDER:UK
- ROME［ローマ］（スキピオ）

#### アニメ
- 紅き大魚の伝説
- X-メン（チャールズ・エグゼビア / プロフェッサーX、他）※トゥーン・ディズニー版
- スパイダーマン（チャールズ・エグゼビア / プロフェッサーX）
- スパイダーマン&アメイジング・フレンズ（チャールズ・エグゼビア / プロフェッサーX）
- ホワット・イフ...?（スルト）

### ボイスオーバー
- ハイビジョン特集フロンティア（NHKハイビジョン）
- BS世界のドキュメンタリー（NHK-BS1）
- ロイヤル・スキャンダル 〜エリザベス女王の苦悩〜（2012年、NHK-BSプレミアム）

### ナレーション
- 新説!恐竜の時代（アニマルプラネット）